# Dictionnaire bilingue

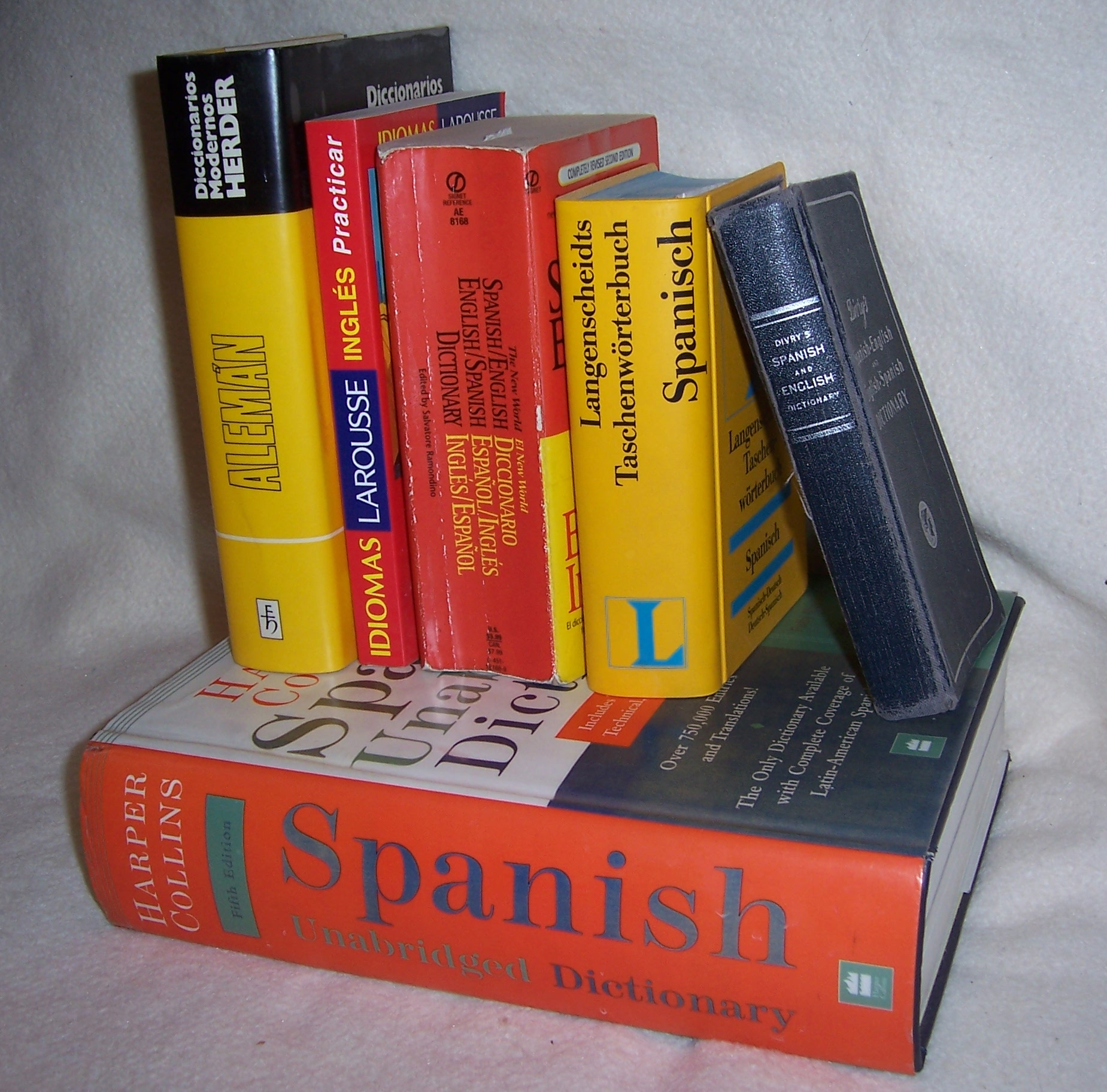
Plusieurs dictionnaires bilingues en différents formats.

Un dictionnaire bilingue ou dictionnaire de traduction est un dictionnaire indiquant les équivalences des mots et/ou expressions entre deux langues différentes,,.
Dans la pratique, certains dictionnaires sont plus répandus, et certaines langues servent d'intermédiaire entre deux autres. Par exemple, de nombreux anime en japonais en version originale sont d'abord traduits en anglais avant d'être traduits en français. Quelques exemples de dictionnaires de traductions :
- français-anglais (French-English)
- français-allemand (Französich-Deutsch)
- français-espagnol (Francés-Español)
- français-italien (Francese-Italiano)
- français-espéranto (Franca-Esperanto)
- français-grec (du Nouveau Testament)

Un dictionnaire de traduction concernant deux langues A et B est généralement constitué de deux parties principales, une première traduisant de A vers B et la deuxième dans le sens inverse.

## Contenu d'une entrée
Un dictionnaire bilingue comporte généralement pour chaque entrée : éventuellement sa prononciation généralement exprimée avec l'alphabet phonétique international, et pour chaque sens la traduction du mot et des exemples d'utilisation.

## Principales caractéristiques
Si traditionnellement un dictionnaire est un livre, depuis l'apparition de l'informatique il peut prendre la forme d'un logiciel installé sur un ordinateur, d'un matériel électronique autonome ou enfin être accessible via internet.
Le nombre d'entrées du dictionnaire est bien entendu un élément important du dictionnaire qui est fonction de l'utilisation qui va en être faite.
Même si la plupart des dictionnaires bilingues sont généraux, pour les besoins de traduction il est nécessaire d'avoir des dictionnaires spécialisés dans le domaine : commercial, juridique, technique,…
Théoriquement on pourrait trouver autant de dictionnaires bilingues que de couples de langues qu'il est possible de former. Ce nombre est potentiellement très grand, sachant qu'il est de l'ordre de n2 (n étant le nombre de langues considérées, plus exactement {\displaystyle {\frac {n\cdot (n-1)}{2}}}).